# 혼개통헌의
혼개통헌의(渾蓋通憲儀)는 경기도 남양주시 실학박물관에 있는, 동양의 전통 우주론인 혼천설(渾天說)과 개천설(開天說)을 하나의 원판형 의기(儀器)에 통합해 표현한 천문시계이다. 2019년 6월 26일 대한민국의 보물 제2032호로 지정되었다.

## 개요
'혼개통헌의'는 동양의 전통 우주론인 혼천설(渾天說)과 개천설(開天說)을 하나의 원판형 의기(儀器)에 통합해 표현한 천문시계로, 중국을 통해 전래된 서양의 천문시계인 아스트로라브(Astrolabe)를 실학자 유금(柳琴, 1741～1788)이 조선식으로 해석해 1787년(정조 11)에 만든 천문 도구이다. 
모체판(母體板)과 성좌판(星座板)으로 구성되었고 모체판 앞뒷면에 걸쳐 '건륭 정미년에 약암 윤선생을 위해 만들었다(乾隆 丁未 爲約菴尹先生 製)'라는 명문과 더불어 '유씨금(柳氏琴)'이라는 인장이 새겨져 있어 1787년 유금이 제작했음을 알 수 있다. 유금은 조선 후기 실학자 유득공(柳得恭, 1748～1807)의 숙부로 18세기 학술 및 예술, 과학사에서 뚜렷한 자취를 남긴 실학자이다. 
모체판의 앞면 중심은 하늘의 북극을 상징하는 구멍에 핀으로 성좌판을 끼워 회전토록 하였다. 외곽을 24등분하여 맨 위에 시계방향으로 시각(時刻)을 새겼고 바깥쪽부터 남회귀선, 적도, 북회귀선의 동심원, 위쪽에 지평좌표원을 새겼다. 성좌판은 하늘의 북극과 황도(黃道) 상의 춘분점(春分點) 및 동지점(冬至點)을 연결하는 T자형으로, 축과 황도를 나타내는 황도원(黃道圓)을 한판으로 제작했으며, 특정 별과 대조할 수 있도록 돌출시킨 지성침(指星針)이 11개가 있다. 모체판과 성좌판에 새겨진 자리는 기본적으로 중국의『혼개통혼도설(渾蓋通憲圖說)』에 근거한 것이지만 유금은 우리나라 실정에 맞도록 독자적인 별을 그려 넣기도 했다. 이는 유금이『혼개통혼도설』을 완벽하게 이해하고 있었고 관련한 기하학에도 능통했음을 의미한다. 
이처럼 '혼개통헌의]는 서양 천문학과 기하학을 이해하고 소화한 조선 지식인들의 노력을 보여주고 있으며 제작원리와 제작의 정밀도 등에서도 18세기 조선의 수학, 천문학 발전을 확인할 수 있는 귀중한 과학 기기이다. 또한 동아시아에서 제작되어 알려진 유일무이한 천문 도구이자 조형적, 공예기술사적 가치에 있어서도 조선의 미감(美感)을 적용해 소박한 단순미와 절제미로 동판 위에 깔끔하고 정밀하게 12황도와 24절기를 한자로 새겨, 18세기 조선의 금속 세공술을 보여준다는 점에서도 높은 가치가 있다.

## 같이 보기
- 유금

## 참고 자료
- 혼개통헌의 - 국가유산청 국가유산포털